# میلکو دیوروفسکی
میلکو دیوروفسکی (مقدونی: Милко Ѓуровски؛ زادهٔ ۲۶ ژانویهٔ ۱۹۶۳) بازیکن سابق و مربی فوتبال اهل مقدونیه شمالی است.
از باشگاه‌هایی که در آن بازی کرده‌است می‌توان به باشگاه فوتبال ماریبور، باشگاه فوتبال خرونینگن، باشگاه فوتبال ستاره سرخ بلگراد، باشگاه فوتبال نیم المپیک، باشگاه فوتبال کامبور، و باشگاه فوتبال پارتیزان اشاره کرد.
وی همچنین در تیم‌های ملی فوتبال یوگسلاوی و مقدونیه شمالی بازی کرده‌است.